# Morenada

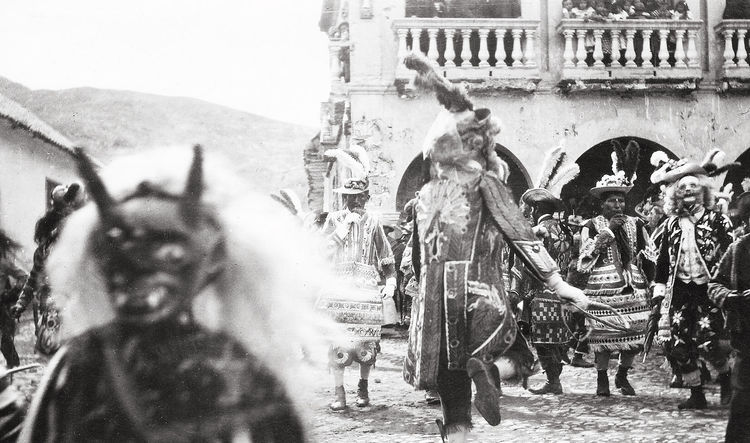
Balarines de morenada en Oruro, en 1907

La morenada es una danza folclórica cuyo origen es objeto de debate. Se han planteado tres hipótesis sobre su lugar de origen: Oruro, La Paz y Puno. Esta danza se práctica principalmente en Bolivia, Perú, Argentina y Chile.
En Bolivia, la morenada fue declarada Patrimonio Cultural de Bolivia en 2011 mediante la Ley N.º 135, por su reconocida importancia dentro del país. Destaca su presencia en el Carnaval de Oruro, declarado Obra Maestra del Patrimonio Oral e Inmaterial de la Humanidad por la UNESCO, y en la Fiesta del Gran Poder en la ciudad de La Paz, también declarada como Patrimonio Cultural Inmaterial de la Humanidad. Asimismo, se ejecuta en la mayoría de las entradas folclóricas bolivianas, especialmente en La Paz, donde se estima que se baila en al menos 246 festividades anuales.
En Perú, la morenada es parte de la Festividad de la Virgen de La Candelaria,inscrita en la lista de Patrimonio Cultural Inmaterial de la Humanidad por la UNESCO.Se practica especialmente en los departamentos de Puno, Tacna y Moquegua, debido a la presencia de población aimara. En 2021, el Ministerio de Cultura del Perú declaró la morenada puneña como Patrimonio Cultural de la Nación mediante decreto de Ley N.º 28296, resaltando su valor en la identidad cultural, festiva y religiosa de la población mestiza y urbana de la región Puno.

## Etimología
La denominación más antigua de esta danza fue "Danza de los Morenos". Con el tiempo, el término evolucionó a "Morenada" tras un proceso de creciente aceptación social en diferentes clases sociales de la ciudad de Oruro. Por ejemplo, la "Comparsa de Morenos de los Veleros", fundada en 1913, y la "Comparsa de los Morenos" establecida en 1924 por familias aimaras migrantes descendientes de antiguos danzarines de las "comparsas de morenos" de mediados del siglo XIX, adoptaron oficialmente el nombre de Morenada en 1950 y 1954, respectivamente.
El origen del término "Morenada" ha sido objeto de diversas interpretaciones. Según el diccionario de Bertonio (1612), "moreno" era sinónimo de "negro" y se empleaba para referirse tanto a personas de ascendencia africana como a los moros del norte de África. Algunos estudios sugieren que, en Bolivia, la imagen de los esclavizados africanos se fusionó simbólicamente con la de los moros, lo que habría influido en la denominación de la danza.
Otra hipótesis plantea una posible conexión con la festividad de Santiago en la localidad de Guaqui, donde la Morenada es la danza principal. Sin embargo, no existen referencias coreográficas o de vestimenta que respalden esta conexión. También se ha propuesto que el término "moreno" pudo haber sido utilizado en el siglo XIX como una categoría social para diferenciar a los danzantes indígenas o mestizos de las élites criollas. ado que no existe consenso entre los investigadores, la etimología de la Morenada sigue siendo motivo de estudio y debate.

## Controversia sobre su origen
Existe controversia en cuanto a la ubicación geográfica de su origen. Según el investigador y presidente del Comité de Etnografía y Folklore Jesús Elías Lucero, los morenos vienen de la región de Oruro llamada Sillota. Según la prefectura de La Paz los pobladores de la península de Taraco crearon la danza. Según el autor peruano René Calcin Anco, La Morenada es una danza originaria de la zona altiplánica de Bolivia y Perú.

### Hipótesis orureña
El lugar preciso de su origen y simbología se trató de poner en debate. La afirmación de que la morenada nació en Oruro fue realizada por el investigador y presidente del Comité de etnografía y cultura, sustentado en las investigaciones que hizo a través de documentos, indicó que los morenos eran venidos de Sillota, se apostaban en las afueras de la ciudad, para que el sábado antes del domingo de Carnaval, hagan su entrada devocional, hasta llegar al Santuario del Socavón. Según la Prefectura del Departamento Boliviano de La Paz habrían sido los pobladores de la península de Taraco, quienes crearon esta danza, esta hipótesis de Taraco es reciente. Incluso hay hipótesis de que esta danza se originó en el departamento de Potosí.
Esta danza adquiere gran fuerza en el Carnaval de Oruro, famoso carnaval de Latinoamérica; declarado por la UNESCO "Obra Maestra del Patrimonio Oral e Intangible de la Humanidad" y en la ciudad de La Paz en la Fiesta del Gran Poder. Sin embargo esta danza también es realizada en diversas festividades y eventos de Bolivia. 
En junio de 2011 a través de un Decreto Supremo, la morenada fue declarada Patrimonio Cultural e Inmaterial del Estado Plurinacional de Bolivia; según el ente gubernamental, esta medida fue tomada para frenar los intentos de apropiación por parte de países vecinos.
El 4 de agosto de 2013 se realizó un histórico evento “Morenada 100% Boliviana: por la paz mundial y el Respeto a la Cultura Boliviana”. En dicho evento miles de personas bailaron en 76 ciudades de 23 países del mundo; Bolivia, Alemania, Argentina, Austria, Brasil, Canadá, Chile, Ecuador, España, Estados Unidos, Finlandia, Francia, Holanda, Inglaterra, Italia, Japón, México, Noruega, Panamá, Suecia, Suiza y Venezuela. Este evento fue organizado por la Organización Boliviana De Defensa y Difusión del Folklore (OBDEFO) con el fin de mostrar al mundo que la danza de la morenada es puramente boliviana.
El 20 de febrero de 2014 la Cámara de Senadores declaró el 7 de septiembre de cada año como el "Día Nacional de la Danza de la Morenada" en reconocimiento del compositor, autor e investigador orureño José Félix Flores Orozco. El objetivo principal de esta norma fue asignar un interés a las futuras generaciones valoren y conserven la identidad cultural boliviana. También es importante mencionar, que la Morenada Zona Norte, es la primera morenada del mundo, esta institución del Carnaval de Oruro, se fundó el 9 de marzo de 1913 con el nombre de "Morenada Oruro".[cita requerida]

### Hipótesis paceña

Pintura rupestre en la localidad de Chirapaca, provincia Los Andes en Bolivia representando lo que se cree son bailarines de Morenada entre los siglos y

La danza era conocida en sus inicios como danza de los "morenos" a mediados del siglo XIX, bailada en las calles por los artesanos sastres de La Paz, entre los primeros días de agosto y el 8 de septiembre, fiesta de la Natividad de la Virgen. Según una crónica de prensa de 1875, llevaban pelucas, trajes bordados de lentejuelas, medias bicolores, sombreros tricornios, chupas y casacones "a la Fernando VII".
Otra hipótesis reciente que se inició a partir de 1990 se basa en los hallazgos de las pinturas rupestres encontrados por el arqueólogo Freddy Taboada en la región del lago Titicaca (La Paz) en 1988. Las pinturas han sido datadas entre el siglo XVII y el XVIII. Las figuras pintadas en amarillo y azul mostrarían una semejanza con bailarines de la morenada. Estos hallazgos se toman como una prueba de la antigüedad de la danza de por lo menos 300 años y de la estrecha relación que guarda con la cultura aimara lacustre. Para los defensores de esta hipótesis los hallazgos comprueban que la morenada nació en los pueblos de Taraco, Iquiaca y Achacachi.

### Hipótesis puneña
Otra hipótesis proviene del Departamento de Puno en el Perú, a orillas del lago Titicaca (Puno). 
En la época colonial del Virreinato del Perú ya se tiene registro de población negra en el altiplano puneño, tal como lo documenta en 1602 Ludovico Bertonio, jesuita italiano afincado en Juli, Puno. "A estos negros, la población andina los llamaba: Ch’ara o yanaruna. Y a la geta pronunciada que tenían, decían: Lakha llint’a. A inicios del siglo XVII, según Gonzales Holguín y Bertonio, a los africanos se les aludía indistintamente como negros o morenos.
En mayo de 2021 a través de una Resolución Viceministerial del Ministerio de Cultura del Perú, la morenada fue declarada Patrimonio Cultural de la Nación; según el ente gubernamental, esta medida fue tomada considerando la importancia de la danza para la identidad cultural, festiva y religiosa de la población mestiza y urbana de la región Puno.

- «Que, se denomina Morenada puneña a una expresión coreográfica, de carácter tradicional, propia del altiplano peruano, en la que se destaca la presencia dominante de danzantes ataviados en traje de morenos o sus derivados, reyes morenos y reyes caporales. La Morenada puneña, además, presenta características particulares en la indumentaria y en los atributos de los danzarines, así como en la rítmica de sus desplazamientos, lo que permite diferenciarla de otras danzas de negrerías y morenadas en el mundo andino, dentro y fuera del país; Que, la denominación distintiva de estas comparsas bajo la denominación Morenada, Rey moreno o Rey caporal, depende del énfasis que cada agrupación le otorga al personaje central que se representa en las coreografías. Así, las agrupaciones en las que sobresalen los morenos, se denominan Morenadas, mientras que las agrupaciones de Rey moreno son aquellas en que la dirección es asumida por un personaje vestido como “rey moro”, con una careta que resalta por la exageración de los rasgos africanos. Por último, las agrupaciones de Rey caporal están dirigidas por un personaje con careta de demonio (cuernos pronunciados y una corona sobre la cabeza).»

## Historia

### Los negros y españoles
La morenada es una danza cuyos orígenes se remontan a los tiempos de la colonización española. Muestras iconográficas demuestran antecedentes que no necesariamente son «morenadas».
Muchos autores afirman que la morenada fue inspirada en africanos en forma de sátira por parte de los indígenas. 
Según el cronista Guamán Poma de Ayala, los esclavos africanos eran tramposos, ladrones, jugadores y borrachos, que frecuentemente molestaban a las mujeres y muchachas indígenas y que se relacionaban con prostitutas. Sin embargo, el mismo Guamán Poma cuenta que la mala alimentación casi obligaba a los esclavos a verse en la necesidad de robar. Un siglo después, Bartolomé Arzans, autor de la Historia de la Villa Imperial de Potosí, muestra una similar actitud negativa, relatando las crueldades que cometían los negros en contra de los indígenas y retratándolos como peones de los odiosos blancos.[cita requerida] En el caso de que esta actitud de rechazo haya sido compartida por la mayoría de la población indígena y mestiza parece lógica la creación de una danza que satiriza al personaje del «moreno».
Los esclavos africanos se mostraron públicamente por primera vez en la ciudad boliviana de Potosí dentro de un gran acontecimiento en 1555.[cita requerida] Así, hicieron su aparición junto a sus amos en una fastuosa procesión celebrada en dicha ciudad. Surgieron cofradías de negros no solo en Potosí sino también en La Paz, pero no existe al parecer una referencia concisa en cuanto al destino posterior de esos esclavos:
Beltrán Ávila cuenta sobre mineros negros en Poopó,[cita requerida] Crespo[¿quién?] opina que la mayoría de los negros trabajaba en el servicio doméstico, pero también describe el duro trato que recibían los esclavos negros que trabajaban en la Casa de la Moneda.[cita requerida] Gisbert por su parte afirma que solamente trabajaban ahí.[cita requerida] Aun así, ella cita a Felipe Godoy,[¿quién?] quien encontró en las listas de las minas de Oruro del año 1607 una veta de los morenos que pertenecía al afro-peruano Antonio de Ulloa,[¿quién?] donde podrían haber trabajado afro-peruanos. También nombra la descripción que hace Arzans[¿quién?] sobre la mascarada de Potosí del año 1716, donde hicieron su aparición una tropa de “etíopes“, acompañando a su rey, quien podría haber servido como modelo para el «Rey moreno», figura de la morenada.[cita requerida]

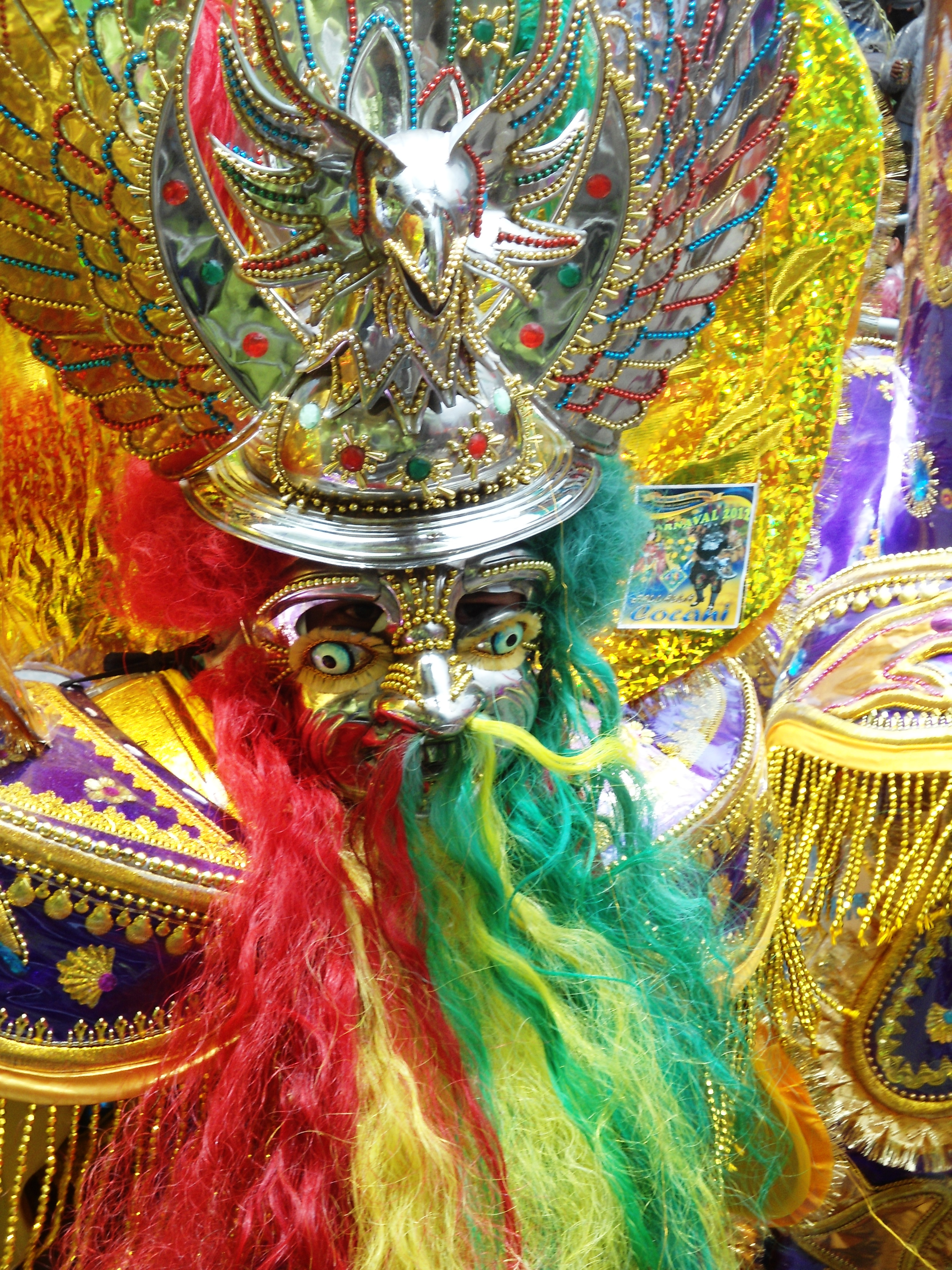
Máscara usada en la morenada. Carnaval de Oruro 2012

Aquí Soux[¿quién?] aporta un detalle interesante: cita a Ludovico Bertonio para aclarar el uso confuso de las palabras moro, moreno y negro. – En el diccionario de Bertonio (1603) escrito en Juli, Departamento de Puno en el Perú el sinónimo de “morenos etíopes” es “yanaruna, nigro” mientras “negro” aparece como sinónimo de “moreno”. El origen toponímico de Etíope en griego significaría 'de cara quemada' (αιθ- quemada, ὄψ faz).
Los moros del norte de África y los etíopes como representantes del África negra estaban asociados con el mundo musulmán. Sin embargo los ángeles apócrifos visualmente presentes en los Andes provienen del libro bíblico de Enoc, únicamente reconocido por la iglesia copta cristiana desarrollada en Etiopía.[cita requerida]

### Periodo colonial
A pesar de que los esclavos negros traídos a la Real audiencia de charcas, hoy Bolivia provenían de lugares que actualmente son países totalmente diferentes como Angola, Senegal y Congo, su imagen parece haberse sobrepuesto con la de los moros. Gisbert relaciona el origen de todas las danzas negras del altiplano boliviano con las «fiestas de reyes», en las que regularmente participaban grupos de negros; y Thola supone que la morenada surgió alrededor del año 1790 en las ciudades mineras de Oruro, Colquechaca y Poopó, con características de la actual morenada.

### Periodo republicano

#### En Bolivia

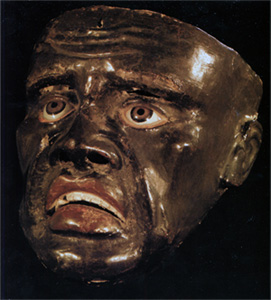
Máscara de la danza de los morenos o morenada correspondería a 1875, Museo Antropológico Eduardo López Rivas en Oruro, Bolivia.

El conjunto más antigua del carnaval de Oruro es la "Morenada Zona Norte",que,según datos y relatos orales,se habría fundado en 1867 como "Conjunto de morenos" fue reorganizado en el año 1913 adaptando el nombre actual.
Ya en partituras de morenada de 1860 encontradas en la localidad de Poopó, ubicada en el departamento de Oruro, se encuentran referencias al pisado de uvas y el relato escenificado practicado por las fraternidades hasta los años 1950 se refiere a dicha actividad. Aunque hoy en día ya no existen poblaciones negras en el área de cultivo de vino, en los siglos pasados sí había esclavos negros trabajando en viñedos.[cita requerida]

#### En Perú

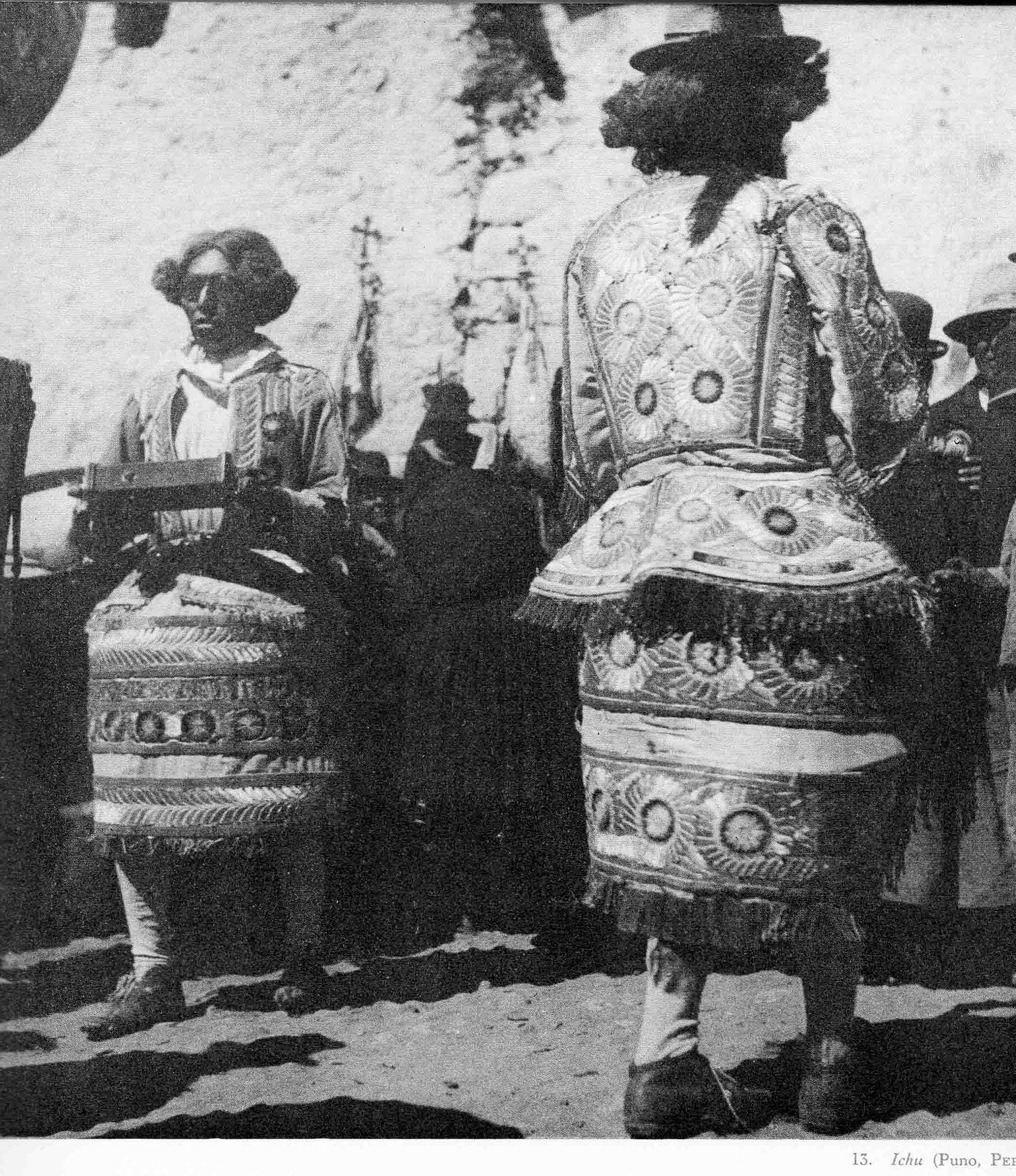
Morenada en Ichu, Puno - Perú en 1939. Foto: Pierre Verger

A inicios del siglo XX se describe en periódicos de la época la presencia de morenos en devoción a la Virgen de la Candelaria:

- “Ayer… Tres partidas de morenos y numerosas de indígenas, han recorrido las calles de la población” (El Eco de Puno, 1912)
- “Desde esta mañana siguen recorriendo las calles, las comparsas de morenos, haciendo las visitas de costumbre a domicilios” (El Eco de Puno, 1916)
- “La más suntuosa presentación de los morenos obedece en el almanaque a los primeros días de febrero. Es una ofrenda indígena a la Virgen de la Candelaria, patrona de Puno” (El Pueblo,1923)
- “La asistencia de numerosas comparsas de ‘morenos’ dieron a la festividad un tono de honda alegría” (El Eco de Puno, 1932)

## Ejecución
La morenada una danza de procedencia colonial donde los bailarines se disfrazan como negros enmascarados con rasgos exagerados. La danza tiene un ritmo lento y paso cansino.
Danza cuyo origen se remonta a la época colonial y se inspira en la trata de esclavos, a partir del traslado de negros traídos por los conquistadores españoles para que trabajen como laboreos en las minas de plata en el Virreinato del Perú, probablemente iniciado por los aymaras disfrazados de negros y representando personajes como el caporal y la tropa de negros. La danza de los morenos evoca los días de la colonia. Nació justamente en las cofradías de esclavos llegados de África que se mofaban de los bailes de los señores blancos.

### Vestimenta y máscara
En todo caso hay que aclarar que no todos los personajes de la morenada bailan con una careta de negro, esta queda reservada para los caporales (capataces negros) y los morenos. La máscara de moreno más antigua que se conserva data del año 1875 y fue realizada por Pánfilo Flores.[cita requerida] Esa máscara tiene un aspecto mucho más sutil y delicado que los ejemplares usados hoy en día, en los que se destacan los ojos extremadamente desorbitados y la lengua saliente, elementos que supuestamente representan el cansancio y el efecto producido por el soroche (enfermedad de la altura). El sonido de la matraca de los morenos se asocia generalmente con el chirrido producido por el roce de las cadenas que portaban los esclavos.[cita requerida]
Se relaciona los característicos pasos cansinos de los morenos con el pisado de uvas. – Para Urquizo Sossa la Morenada representa la sublevación de los negros contra el temible caporal, al cual mediante engaños emborrachan para luego hacerle pisar uvas, pero Vargas piensa que son los propios morenos, los que tienen que pisar las uvas.[cita requerida]

## Conjuntos y asociaciones de Morenada

### Morenadas de Oruro
| # | Agrupación | Año de fundación |
| --- | --- | ---------------- |
| 1 | Conjunto Folclórico "Morenada Zona Norte"                                                                           | 9-03-1913        |
| 2 | Fraternidad Morenada Central Oruro                                                                                  | 29-11-1924       |
| 3 | Conjunto Morenada Mejillones                                                                                        | 2-04-1977        |
| 4 | Fraternidad Cultural Reyes Morenos COMIBOL                                                                          | 27-07-1978       |
| 5 | Fraternidad Reyes Morenos Ferrari Ghezzi                                                                            | 30-09-1978       |
| 6 | Morenada Metalúrgica ENAF                                                                                           | 6-02-1980        |
| 2 | Fraternidad Morenada Central Oruro (Fundado por la Comunidad Cocani) Notas: Procedente de la Morenada Central Oruro | 29-11-1924       |
| Fuente: Asociación de Conjuntos del Folklore de Oruro (ACFO) Las 7 Morenadas de Oruro https://morenadacentral.com.bo/contenidos/3 | |                  |

### Morenadas de La Paz
| #                                                                       | Agrupación | Año de fundación      |
| ----------------------------------------------------------------------- | --- | --------------------- |
| 1                                                                       | Morenada de La Paz Unión de Bordadores AMABA | 1964                  |
| 2                                                                       | Morenada Juventud San Pedro Residentes de Achacachi "Los Catedráticos"                                                                                   | 1966                  |
| 3                                                                       | La Gran Tradicional Fraternidad Morenada Comercial Eloy Salmon                                                                                           | 1968                  |
| 4                                                                       | Morenada Líderes Siempre Vacunos de La Paz | 1972                  |
| 5                                                                       | Morenada Juventud Union Comercial Gran Poder de La Paz                                                                                                   | 1974                  |
| 6                                                                       | Morenada Juventud Rosas Residentes de Viacha "Los Legítimos"                                                                                             | 1974                  |
| 7                                                                       | Morenada Poderosa Plana Mayor | 1981                  |
| 8                                                                       | Morenada Juventud Residentes Verdaderos Rosas de Viacha "Revelación 82"                                                                                  | 1982                  |
| 9                                                                       | Morenada Fraternidad Folklórica y Cultural "Señor de Mayo" del S.T.P.L.D. de la Paz                                                                      | 1982                  |
| 10                                                                      | Morenada Artística Trinidad del Gran Poder | 1988 (Diablada 1960)  |
| 11                                                                      | Morenada Fraternidad Nueva Generación Viajeros La Paz - Charaña                                                                                          | 1988                  |
| 12                                                                      | Morenada Verdaderos Rebeldes en Gran Poder | 1990 (Kullawada 1970) |
| 13                                                                      | Morenada Juventud Diamantes del Gran Poder | 1990 (Kullawada 1969) |
| 14                                                                      | Morenada "X" del Gran Poder | 1991 (Kullawada 1974) |
| 15                                                                      | Morenada Fraternidad Cultural Señorial Morenos y Achachis Fanáticos del Folklore en Gran Poder Notas: 1 = Procede de la Morenada Verdaderos Rebeldes     | 1992                  |
| 16                                                                      | Morenada La Nueva Elegancia en Gran Poder Los Verdaderos Intocables Notas: 1 = Procede de la Morenada Verdaderos Rebeldes                                | 1995                  |
| 17                                                                      | Morenada Señorial Illimani en Gran Poder Notas: 1 = Procede de la Morenada Fanáticos del Folklore                                                        | 2006                  |
| 18                                                                      | Morenada Majestad Bolivia Notas: 1 = Procede de la Morenada Fanáticos del Folklore                                                                       | 2008                  |
| 19                                                                      | Morenada Poderosa Illimani de La Paz para el mundo Notas: 1 = Procede de la Morenada Señorial Illimani                                                   | 2013                  |
| 20                                                                      | Morenada Sociedad de Morenos Bullangueros en Gran Poder Notas: 1 = Procede de la Morenada Fanáticos del Folklore                                         | 2015                  |
| 21                                                                      | Morenada Sociedad Folklorica La Paz Maravilla del Mundo en Gran Poder Notas: 1 = Procede de la Morenada Fanáticos del Folklore                           | 2015                  |
| 22                                                                      | Morenada Central Aroma del Gran Poder Residentes de la Provincia Aroma Notas:                                                                            | 2016                  |
| 23                                                                      | Morenada Espectacular Transporte Pesado En Gran Poder Notas: 1 = Procede de la Morenada Folklórica y Cultural "Señor de Mayo" del S.T.P.L.D. de la Paz . | 2022                  |
| Fuente: Asociación de Conjuntos Folclóricos Gran Poder La Paz A.C.F.G.P | |                       |

### Morenadas de Puno
| #                                                           | Agrupación                                                     | Año de fundación                        |
| ----------------------------------------------------------- | -------------------------------------------------------------- | --------------------------------------- |
| 1                                                           | Confraternidad Morenada Orkapata                               | 1955                                    |
| 2                                                           | Rey Moreno Laykakota                                           | 1962                                    |
| 3                                                           | Tradicional Rey Moreno San Antonio                             | 1973                                    |
| 4                                                           | Rey Caporal Independencia                                      | 1973 (Tundique 1970)                    |
| 5                                                           | Morenada Huajsapata                                            | 1980 (Diablada 1971) (Llamerada 1965)   |
| 6                                                           | Poderosa y Espectacular Morenada Bellavista                    | 1981                                    |
| 7                                                           | Asociación Morenada Porteño                                    | 1983                                    |
| 8                                                           | Unión Morenada San Martín de Porres                            | 1985 (Rey Moreno 1976) (Llamerada 1973) |
| 9                                                           | Conjunto Confraternidad Rey Moreno Victoria                    | 1988                                    |
| 10                                                          | Confraternidad Morenada Santa Rosa                             | 1992                                    |
| 11                                                          | Morenada Central Puno                                          | 1995                                    |
| 12                                                          | Fabulosa Morenada Independencia                                | 1995                                    |
| 13                                                          | Morenada Ricardo Palma                                         | 1998 (Rey Caporal 1974)                 |
| 14                                                          | Fraternidad Morenada Intocables Juliaca Mía                    | 2002                                    |
| 15                                                          | Morenada Central Galeno                                        | 2005                                    |
| 16                                                          | Señoriales Reyes Morenos Mañazo                                | 2005 (Rey Caporal 1975)                 |
| 17                                                          | Morenada Azoguini                                              | 2006 (Rey Caporal 1979)                 |
| 18                                                          | Gran Morenada Salcedo                                          | 2007                                    |
| 19                                                          | Confraternidad Morenada Magisterial                            | 2007 (Rey Caporal 1983)                 |
| 20                                                          | Morenada Laykakota Notas: 1 = Procede del Rey Moreno Laykakota | 2007                                    |
| Fuente: Federación Regional de Folklor y Cultura Puno FRFCP |                                                                |                                         |

| Cronología de Fraternidades, Agrupaciones y/o Conjuntos de Morenadas                                                  |                                                                      |                   |                                        |                                                                        |                                        |                                         |                                         |                                         |
| Morenada Orureña | Morenada Orureña                                                     | Morenada Orureña  | Morenada Paceña                        | Morenada Paceña                                                        | Morenada Paceña                        | Morenada Puneña                         | Morenada Puneña                         | Morenada Puneña                         |
| Carnaval de Oruro | Carnaval de Oruro                                                    | Carnaval de Oruro | Festividad Jesus del Gran Poder La Paz | Festividad Jesus del Gran Poder La Paz                                 | Festividad Jesus del Gran Poder La Paz | Festividad Virgen de la Candelaria Puno | Festividad Virgen de la Candelaria Puno | Festividad Virgen de la Candelaria Puno |
| N° | Nombre                                                               | Año Fundación     | N°                                     | Nombre                                                                 | Año Fundación                          | N°                                      | Nombre                                  | Año Fundación                           |
| 1 | Morenada Zona Norte                                                  | 1913              | 1                                      | Morenada Unión de Bordadores AMABA                                     | 1964                                   | 1                                       | Confraternidad Morenada Orkapata        | 1955                                    |
| 2 | Morenada Central Oruro                                               | 1924              | 2                                      | Morenada Juventud San Pedro Residentes de Achacachi "Los Catedráticos" | 1966                                   | 2                                       | Rey Moreno Laykakota                    | 1962                                    |
| 3 | Morenada Mejillones                                                  | 1977              | 3                                      | Morenada Comercial Eloy Salmon                                         | 1968                                   | 3                                       | Tradicional Rey Moreno San Antonio      | 1973                                    |
| 4 | Fraternidad Reyes Morenos Ferrari Ghezzi                             | 1978              | 4                                      | Morenada Siempre Vacunos                                               | 1972                                   | 4                                       | Rey Caporal Independencia               | 1973                                    |
| 5 | Reyes morenos COMIBOL                                                | 1978              | 5                                      | Morenada Juventud Rosas Residentes de Viacha "Los Legítimos"           | 1974                                   | 5                                       | Señoriales Reyes Morenos Mañazo         | 1975                                    |
| 6 | Morenada ENAF                                                        | 1980              | 6                                      | Morenada Juventud Union Comercial Gran Poder                           | 1974                                   | 6                                       | Unión Morenada San Martín de Porres     | 1976                                    |
| 7 | Fraternidad Morenada Central Oruro (Fundado por la Comunidad Cocani) | 1993              | 7                                      | Morenada Poderosa Plana Mayor                                          | 1981                                   | 7                                       | Morenada Huajsapata                     | 1980                                    |
| Fuentes: A.C.F.O ORURO - Fundado 19/01/1963 F.R.F.C.P PUNO - Fundado 24/01/1965 A.C.F.G.P LA PAZ - Fundado 12/05/1974 |                                                                      |                   |                                        |                                                                        |                                        |                                         |                                         |                                         |

## Actualidad

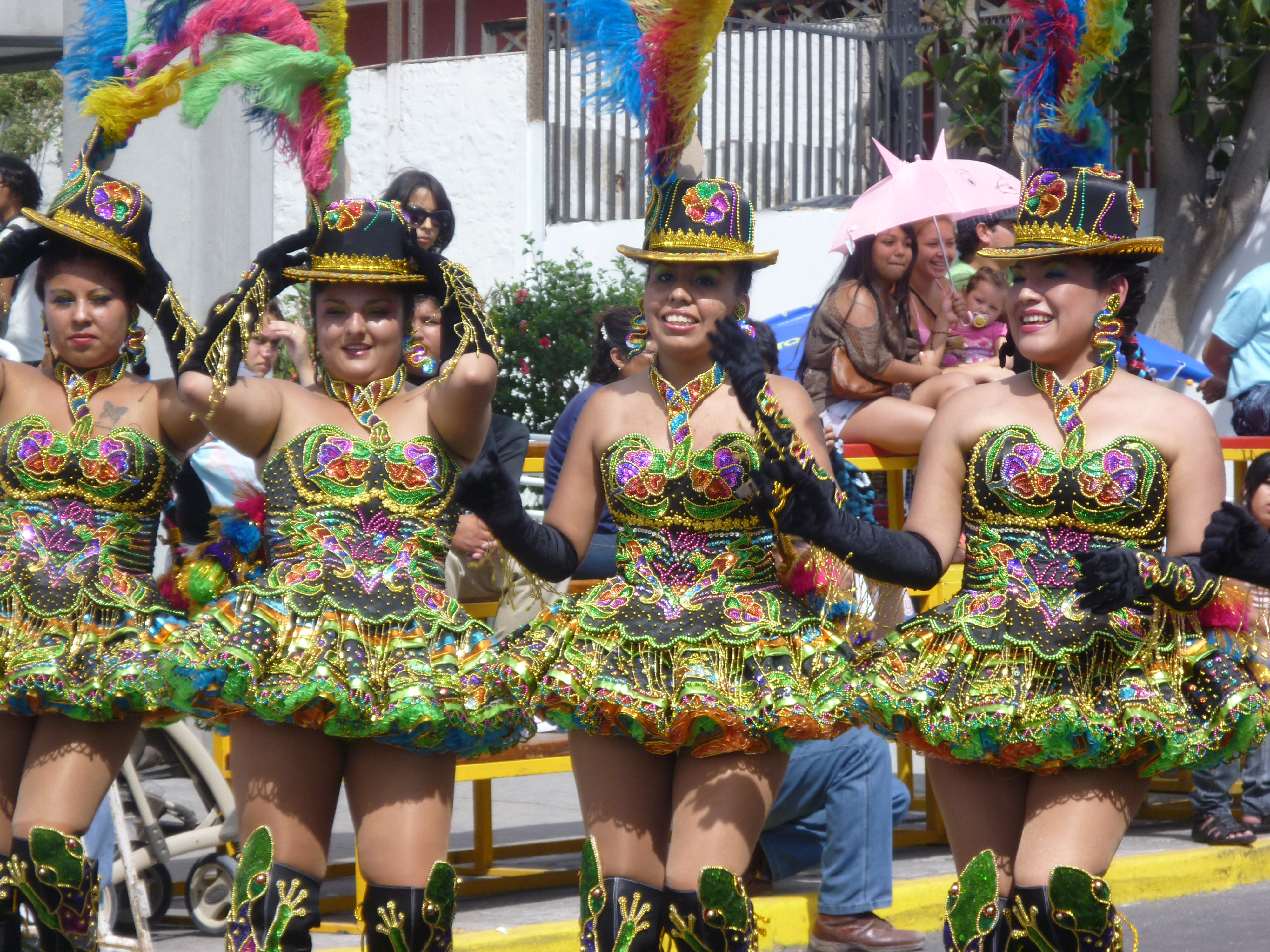
Morenada en el Carnaval con la Fuerza del Sol en Arica, Chile.

En la actualidad, debido a los procesos migratorios bolivianos o peruanos, se practica también en Chile, Argentina y otros países.
En Chile la morenada se practica principalmente en el Carnaval con la Fuerza del Sol, en Arica
La morenada también se baila en muchas ciudades del mundo, sobre todo en Buenos Aires, Argentina.

## Galería

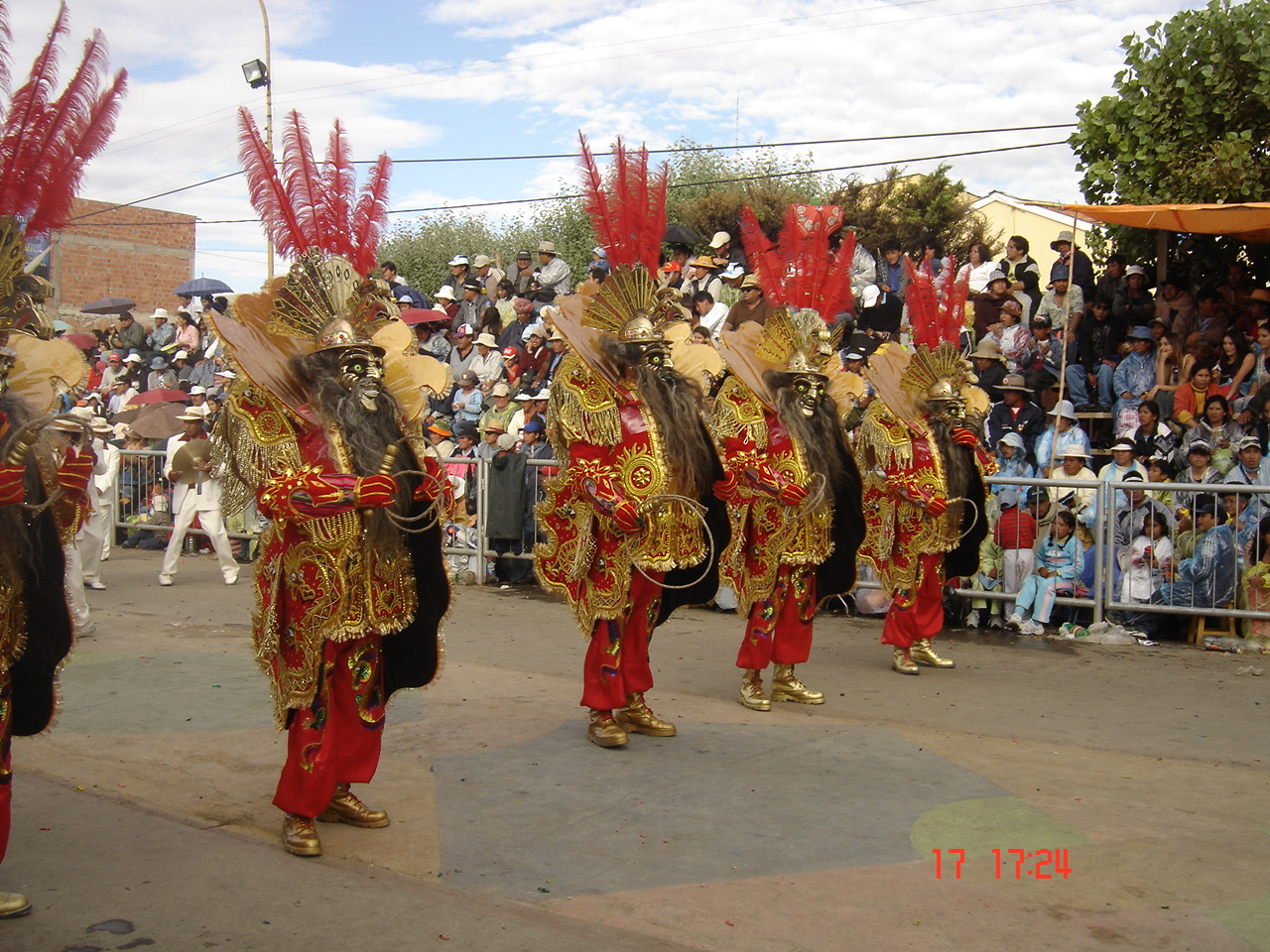
Morenada en Oruro, Bolivia (2007).
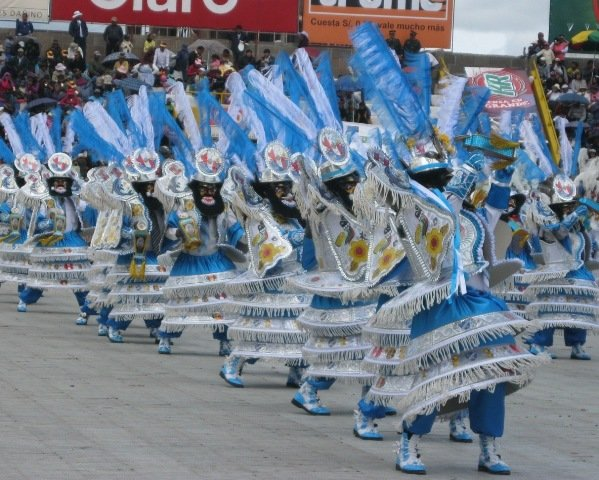
Morenada en Puno, Perú (2016)
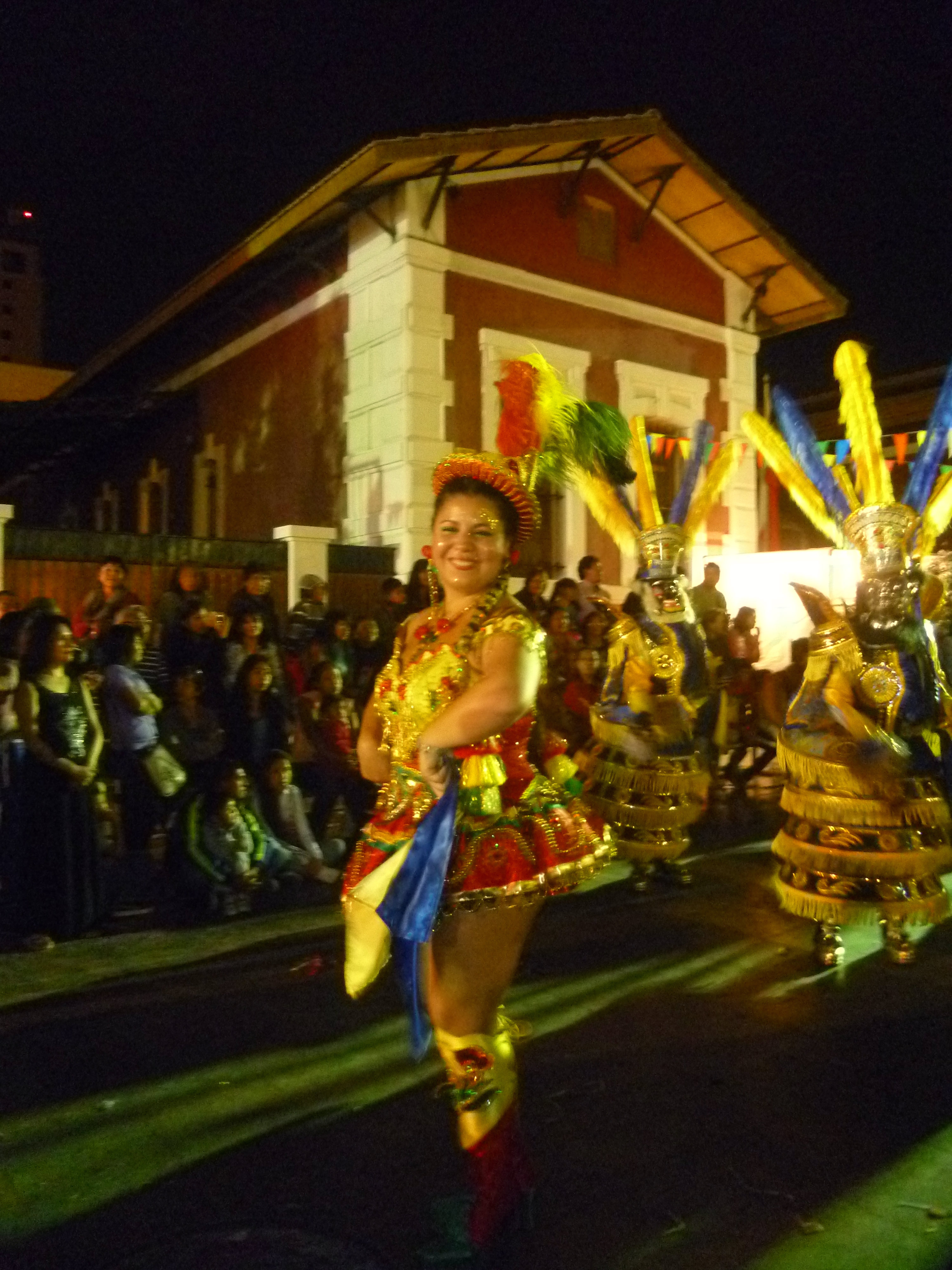
Morenada en Arica, Chile (2014).